# Earl Boen
Earl Boen (* 8. August 1941 in Pueblo, Colorado; † 5. Januar 2023 auf Hawaii) war ein US-amerikanischer Schauspieler und Synchronsprecher. Seine bekannteste Rolle ist die des Kriminalpsychologen Dr. Peter Silberman in Terminator, Terminator 2 – Tag der Abrechnung und Terminator 3 – Rebellion der Maschinen. Boen ist neben Arnold Schwarzenegger der einzige Schauspieler, der in jedem der ersten drei Terminator-Filme zu sehen ist.

## Leben
Earl Boen begann seine Schauspielkarriere Mitte der 1950er Jahre an lokalen Theatern, ehe er 1965 erste Rollen in Fernsehserien erhielt. In den folgenden Jahren war Boen vor allem als Gastdarsteller in zahlreichen Fernsehserien zu sehen.
1984 spielte Boen erstmals seine bekannteste Rolle als Dr. Peter Silberman in Terminator. Auch im zweiten und dritten Teil der Reihe verkörperte er diesen Charakter. Zudem trat er gemeinsam mit den anderen Darstellern des zweiten Terminator-Teils 1996 im Kurzfilm T2 3-D: Battle Across Time auf.
Weitere Nebenrollen hatte Boen in Filmen wie Mister Billion, Was, du willst nicht?, Sador – Herrscher im Weltraum, Der Mann mit zwei Gehirnen, Sein oder Nichtsein und Die nackte Kanone 33⅓. 1988 spielte er den Außerirdischen Nagilum in einer Folge von Raumschiff Enterprise: Das nächste Jahrhundert. Auch in den 1980er und 90er Jahren war er weiterhin in Serien wie Golden Girls (in zwei Folgen als Reverend), Der Prinz von Bel-Air (als Direktor der Universität Princeton) und Wer ist hier der Boss? zu sehen. In der Fernsehserie Alf spielte er in der Folge Der Ausreißer den Chef von Willi Tanner.
Nach seinem Auftritt in Terminator 3 zog sich Boen im Jahr 2003 von der Schauspielerei zurück, arbeitete aber weiterhin als Synchronsprecher in Fernsehzeichentrickfilmen, Serien und Videospielen. So sprach er 1997 bis 1998 die Rolle des Jenseitigen in der Zeichentrickserie New Spider-Man. Zudem war er 2002 bis 2006 in insgesamt vier Folgen von Kim Possible als Señor Senior Senior zu hören, der normalerweise von Ricardo Montalbán gesprochen wurde. Zu seinen Sprechrollen in Videospielen gehören LeChuck in der Monkey-Island-Spielreihe, Montaron in Baldur’s Gate sowie die des Erzählers in mehreren Spielen der World-of-Warcraft-Reihe.
Boen hat keinen festen Standard-Synchronsprecher im deutschsprachigen Raum. In seiner bekanntesten Rolle als Dr. Peter Silberman wurde er von Friedrich W. Bauschulte (erster Terminator-Teil) und Jürgen Thormann (zweiter und dritter Teil) gesprochen.
Earl Boen war von 1970 bis zu deren Krebstod im April 2001 mit der Schauspielerin Carole Kean verheiratet. Seine zweite Ehe dauerte bis zu seinem eigenen Tod an. Er starb am 5. Januar 2023 im Alter von 81 Jahren auf Hawaii.

## Filmografie (Auswahl)

### Filme
- 1977: Mister Billion (Mr. Billion)
- 1979: Was, du willst nicht? (The Main Event)
- 1980: Sador – Herrscher im Weltraum (Battle Beyond the Stars)
- 1983: Der Mann mit zwei Gehirnen (The Man with Two Brains)
- 1983: Sein oder Nichtsein (To Be or Not to Be)
- 1983: Oglu, das freche Drachenmonster (The Dragon That Wasn't (Or Was He?); Synchronstimme)
- 1984: Terminator
- 1986: Die Androiden – Sie sind unter uns (Annihilator)
- 1986: Gangster Kid
- 1988: Meine Stiefmutter ist ein Alien (My Stepmother Is an Alien)
- 1988: Nacht der Entscheidung – Miracle Mile
- 1990: Zum Töten freigegeben (Marked for Death)
- 1991: Terminator 2 – Tag der Abrechnung (Terminator 2: Judgment Day)
- 1992: Porco Rosso (Kurenai no Buta; Synchronstimme)
- 1994: Die nackte Kanone 33⅓ (Naked Gun 33⅓: The Final Insult)
- 1996: T2 3-D: Battle Across Time
- 1998: Immer noch ein seltsames Paar (The Odd Couple II)
- 2000: Familie Klumps und der verrückte Professor (Nutty Professor II: The Klumps)
- 2001: The Majestic
- 2002: Abenteuer der Familie Stachelbeere (The Wild Thornberrys Movie; Synchronstimme)
- 2003: Terminator 3 – Rebellion der Maschinen (Terminator 3: Rise of the Machines)

### Fernsehserien
soweit nicht anders erwähnt jeweils eine Folge.
- 1977: Die Straßen von San Francisco (The Streets of San Francisco)
- 1977: Kojak – Einsatz in Manhattan (Kojak)
- 1977: Hawaii Fünf-Null (Hawaii Five-O)
- 1977: Wonder Woman (zwei Folgen)
- 1978: Make-up und Pistolen (Police Woman)
- 1978: Lou Grant
- 1979: Barnaby Jones
- 1979: Die Jeffersons (The Jeffersons)
- 1979: Buck Rogers
- 1981: Ein Duke kommt selten allein (The Dukes of Hazzard)
- 1981: Soap – Trautes Heim (Soap)
- 1981/1983: Benson (zwei Folgen)
- 1982: M*A*S*H
- 1982: Herzbube mit zwei Damen (Three’s Company)
- 1983: Fantasy Island
- 1984: Wer ist hier der Boss? (Who's the Boss?)
- 1985: Street Hawk (1 Folge)
- 1987: Alf
- 1987–1988: Privatdetektiv Harry McGraw
- 1988: Raumschiff Enterprise – Das nächste Jahrhundert (	Star Trek: The Next Generation)
- 1990: Geschichten aus der Gruft (Tales from the Crypt)
- 1990: Harrys Nest (Empty Nest)
- 1990/1992: Golden Girls (The Golden Girls; zwei Folgen)
- 1993: Der Prinz von Bel-Air (The Fresh Prince of Bel-Air)
- 1993–1994: Bonkers, der listige Luchs von Hollywood (Bonkers; Synchronstimme, 37 Folgen)
- 1993/1995: Batman (Batman: The Animated Series; Synchronstimme, zwei Folgen)
- 1994: Superman – Die Abenteuer von Lois & Clark (Lois & Clark: The New Adventures of Superman)
- 1995: Animaniacs (Synchronstimme)
- 1995/1997: Pinky und der Brain (Pinky and the Brain; Synchronstimme, zwei Folgen)
- 1996: Wing Commander Academy (Synchronstimme)
- 1996: Ellen
- 1997–1998: New Spider-Man (Spider Man: The Animated Series; Synchronstimme, 8 Folgen)
- 1998/2002: Dexters Labor (Dexter’s Laboratory; Synchronstimme, zwei Folgen)
- 2000: Captain Buzz Lightyear – Star Command (Buss Lightyear of Star Command; Synchronstimme)
- 2000–2002: Clifford, der große rote Hund (Clifford the Big Red Dog; Synchronstimme, 6 Folgen)
- 2001: Johnny Bravo (Synchronstimme)
- 2001: The West Wing – Im Zentrum der Macht (The West Wing)
- 2002: Die Zeittruppe (Time Squad; Synchronstimme)
- 2002–2006: Kim Possible (Synchronstimme, 4 Folgen)